# Николс (Висконсин)
Николс (енгл. Nichols) град је у америчкој савезној држави Висконсин.

## Демографија
По попису из 2010. године број становника је 273, што је 34 (-11,1%) становника мање него 2000. године.
| Група             | 2000.       | 2010.       |
| Белци             | 280 (91,2%) | 260 (95,2%) |
| Афроамериканци    | 1 (0,3%)    | 0 (0,0%)    |
| Азијати           | 1 (0,3%)    | 0 (0,0%)    |
| Хиспаноамериканци | 4 (1,3%)    | 5 (1,8%)    |
| Укупно            | 307         | 273         |